# گراژده

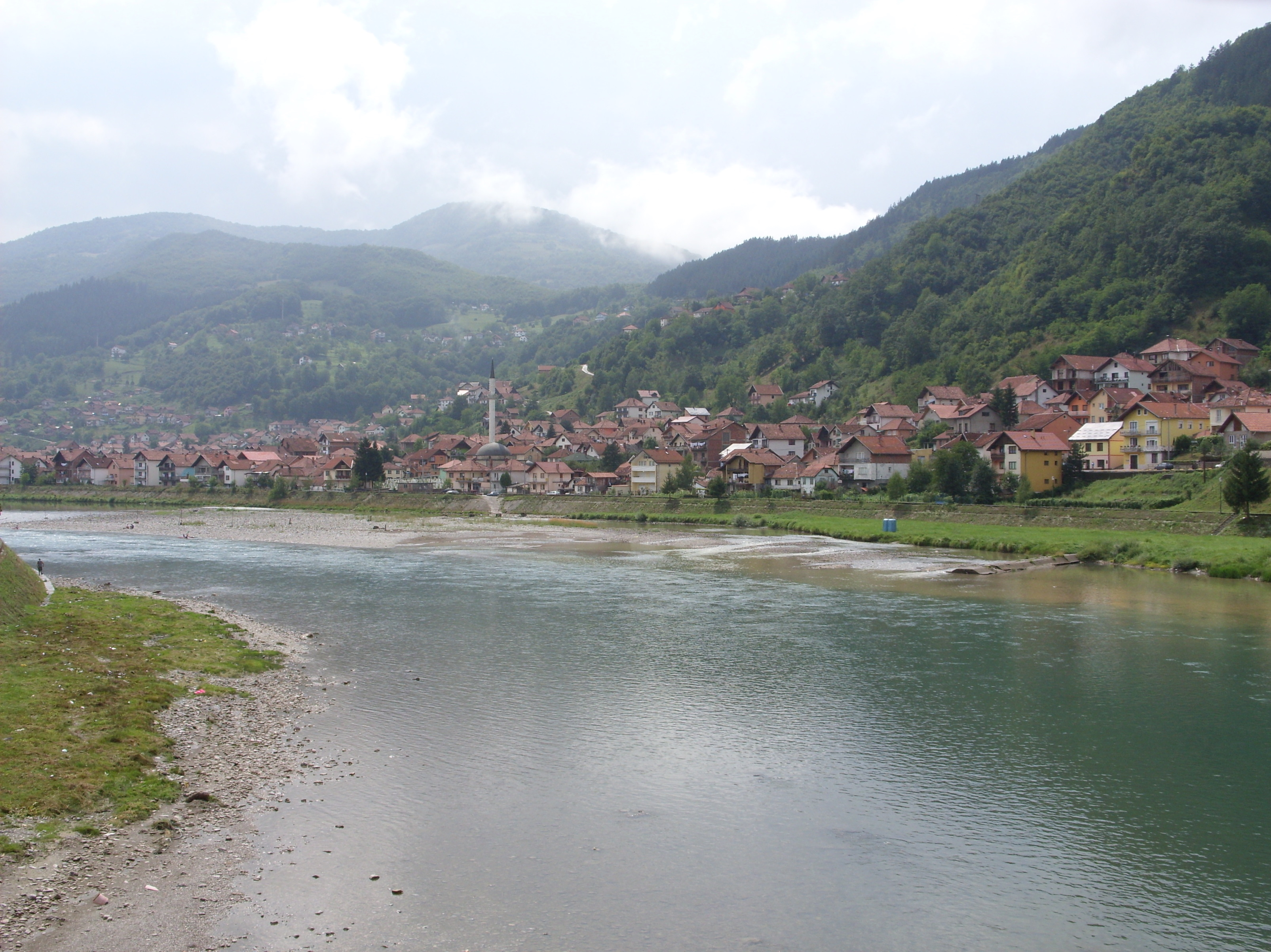
گراژده.

گُراژده (به صربی: Горажде) یکی از شهرهای بوسنی و هرزگوین است که در جنوب‌شرق این کشور واقع شده و رودخانهٔ درینا از میان آن می‌گذرد. این شهر مرکز استان پودرینجه است.
جمعیت گراژده در سال ۲۰۱۰ بالغ بر ۳۰٬۱۲۳ نفر و تراکم جمعیت آن ۱۱۹٫۱ نفر بر کیلومتر مربع بوده‌است. ارتفاع این شهر از سطح دریاهای آزاد، ۳۴۵ متر است.این شهر با شهر مراغه در استان آذربایجان شرقی خواهر خوانده است.